# 謝列齊 (杜布羅維察區)
51°37′32″N 26°35′55″E / 51.62556°N 26.59861°E
謝列齊（烏克蘭語：Селець）是烏克蘭西北部的村莊，隸屬里夫內州的薩爾內區。該村始建於1580年，面積1.41平方公里，海拔高度142米，2001年人口1,976，人口密度每平方公里1,401.4人。